# جورج جونز (لاعب كريكت بريطاني)
جورج جونز (11 فبراير 1907 في المملكة المتحدة - 17 يونيو 1954 في المملكة المتحدة) (بالإنجليزية: George Jones)‏ هو لاعب كريكت بريطاني (وحمل سابقاً جنسية المملكة المتحدة لبريطانيا العظمى وأيرلندا). لعب مع نادي مقاطعة هامبشاير للكريكت ‏.

## وصلات خارجية
- جورج جونز على موقع إي آس بي آن كريك إنفو (الإنجليزية)